# Atousa Pourkashiyan
Atousa Pourkashiyan est une joueuse d'échecs iranienne née le 16 mai 1988 à Téhéran. Six fois championne d'Iran, elle a obtenu le titre de grand maître international féminin en 2009. Championne du monde des moins de 12 ans en 2000, elle a remporté le championnat d'Asie d'échecs féminin en 2010 et la médaille d'argent lors du championnat d'Asie de 2014.
Au 1er octobre 2017, elle est la deuxième joueuse iranienne avec un classement Elo de 2 331 points.

## Biographie et carrière

### Championne d'Iran
Atousa Pourkashiyan est née le 16 mai 1988 à Téhéran, en Iran. Elle remporta le Championnat d'Iran d'échecs féminin à six reprises.

### Compétitions par équipe
Atousa Pourkashiyan a représenté l'Iran lors de 9 olympiades féminines de 2000 à 2016.

### Championnats du monde féminins
Atousa Pourkashiyan a participé quatre fois aux championnats du monde féminins et fut éliminée à chaque fois au premier tour (par Viktorija Čmilytė en 2006, par Alexandra Kosteniouk en 2008 par Ju Wenjun en 2012 et par Elisabeth Pähtz en 2017).

### Installation aux États-Unis
Après avoir habité aux États-Unis pendant plusieurs années, Atousa Pourkashiyan rejoint officiellement la fédération américaine en décembre 2022. En juillet 2023, elle se marie au joueur d'échecs et streamer américain Hikaru Nakamura.